# Peter Frost
Peter Frost (* 1951) je britský spisovatel, fotograf a archeolog. Většinu času strávil poznáváním Peru a napsal o této zemi několik knih. Během vedení expedice National Geographic objevil Frost předincké naleziště Qoriwayrachina. V roce 1977 byl Frost jedním ze zakládajících členů neziskové cestovní, vědecké a vzdělávací organizace South American Explorers.

## Knihy
- The Pocket Guide to Ecuador
- The Pocket Guide to Peru
- 1995: Machu Picchu Historical Sanctuary
- 1979: Exploring Cusco